# Трамвай Кочабамбы
Трамвай Кочабамбы (официально — Mi Tren) — трамвайная система в Кочабамбе, Боливия, соединяющая город с пригородами Сутикольо, Эль-Кастильо и университетом Сан-Симон. Система открылась 13 сентября 2022 года; в состав её первой очереди вошли Красная и первый участок Зелёной линий.

## История строительства
Первоначальная стоимость строительства трамвайной системы оценивалась в 504 миллиона долларов. Проектом развития предполагалось начало строительства системы в 2017 году и запуск движения в 2020 году. Однако строительные работы были остановлены в конце 2019 года из-за сообщений о задержке платежей между инициаторами проекта и ключевыми подрядчиками. По состоянию на декабрь 2020 года новое государственное финансирование позволило возобновить строительство. Первая фаза системы, включающая красную ветку между Estación Central и UMSS и зелёную ветку между Estación Central и Quillacollo, наконец, открылась 13 сентября 2022 года. Остальная часть Зелёной и Жёлтой линий всё ещё находится в стадии строительства.

## Линии
| Линия            | Цвет    | Трасса                                                                      | Длина    | Продолжительность поездки | Количество остановок |
| ---------------- | ------- | --------------------------------------------------------------------------- | -------- | ------------------------- | -------------------- |
| Линия 1 / Line 1 | Зелёная | Эстасьон Сентраль Сан-Антонио — Колкапируя — Кильякольо — Винто — Сутикольо | 27,37 км | 53 минуты                 | 23                   |
| Линия 2 / Line 2 | Жёлтая  | Эстасьон Сентраль Сан-Антонио — Эль-Кастильо                                | 7,74 км  | 25 минут                  | 8                    |
| Линия 3 / Line 3 | Красная | Эстасьон Сентраль Сан-Антонио — Факульдад де Агрономиа UMSS                 | 5,26 км  | 12 минут                  | 5                    |

## Подвижной состав
К открытию сети «Штадлер Минск» заключил контракт на поставку 12 трамваев типа Stadler B85601M. Поставка ожидается в августе 2019 года, а Stadler Rail должен обеспечить трёхлетнее техническое обслуживание. Сообщается, что будет поставляться модель «Метелица» с трёхсекционными вагонами вместимостью 200 пассажиров и максимальной скоростью 80 км/ч. На сентябрь 2022 года были поставлены 7 трамваев, поставка остальных пяти была сорвана санкциями, введёнными компанией Stadler против Беларуси в 2022 году.